# Französische Westindienkompanie
Die Französische Westindienkompanie (frz. Compagnie des Indes Occidentales Françaises) war eine Westindien-Kompanie, die 1664 durch Jean-Baptiste Colbert mit dem Ziel gegründet wurde, Handel mit den französischen Besitzungen in Amerika zu treiben. Da ihr die Verwaltung der  französischen Kolonie Neufrankreich in Nordamerika von der bisherigen Compagnie de la Nouvelle France übertragen wurde, sollte sie auch für die Besiedlung dieses Gebietes Sorge tragen. Ihr Heimathafen war Le Havre.
Der Handel fand vorwiegend mit den jenseits des Atlantik gegründeten französischen Kolonien Neufrankreich und Saint-Domingue statt. Die Kompanie erhielt für 40 Jahre sowohl das Eigentumsrecht über die französischen Besitzungen an den afrikanischen und amerikanischen Atlantikküsten, als auch das Monopol des Dreieckshandels.
Dadurch geriet sie jedoch bald in Konflikt mit den französischen Kolonisten auf den Französischen Antillen, die mit den Holländern Schmuggelhandel betrieben, denn ihr Handelsmonopol lief auf für die Siedler unerschwingliche Wiederverkaufspreise im Vergleich zu den Holländern hinaus.
Der Französisch-Niederländische Krieg (1672–1679) störte die Geschäfte der Kompanie. 1674 übernahm die französische Krone im Zuge der Auflösung der Gesellschaft die direkte Verwaltung der Kolonien.
1718 übernahm die wiedergegründete Kompanie das Tabakmonopol, fusionierte mit der Senegalkompanie und schließlich 1719 auch mit der Französischen Ostindienkompanie.